# Ballochling Loch
Ballochling Loch är en sjö i Storbritannien.   Den ligger i riksdelen Skottland, i den centrala delen av landet, 500 km nordväst om huvudstaden London. Ballochling Loch ligger 301 meter över havet.  I omgivningarna runt Ballochling Loch växer i huvudsak blandskog.